# 阿比古氏雄
阿比古 氏雄（あびこ の うじお、生没年不詳）は、平安時代前期の官人、医師。姓は無しか。

## 経歴
仁和2年（885年）1月、侍医兼針博士で外従五位下に叙される。他の事績は不明。

## 官歴
『日本三代実録』による。
- 時期不詳：侍医兼針博士
- 仁和2年（886年）1月7日：外従五位下